# Häste-Dammsjön
Häste-Dammsjön är en sjö i Norbergs kommun i Västmanland och ingår i Dalälvens huvudavrinningsområde. Sjön är 20,6 meter djup, har en yta på 0,177 kvadratkilometer och är belägen 183,3 meter över havet.

## Delavrinningsområde
Häste-Dammsjön ingår i det delavrinningsområde (666752-151228) som SMHI kallar för Inloppet i Lillsjön. Medelhöjden är 171 meter över havet och ytan är 20,07 kvadratkilometer. Det finns inga avrinningsområden uppströms utan avrinningsområdet är högsta punkten. Vattendraget som avvattnar avrinningsområdet har biflödesordning 2, vilket innebär att vattnet flödar genom totalt 2 vattendrag innan det når havet efter 134 kilometer. Avrinningsområdet består mestadels av skog (91 procent). Avrinningsområdet har 1,26 kvadratkilometer vattenytor vilket ger det en sjöprocent på 6,3 procent.